# 中村照人
中村照人（なかむら てるひと、1949年（昭和24年）10月1日 - 2009年（平成21年）12月28日）は、日本の政治家。元山梨市長（新市制、1期）。

## 来歴
山梨県山梨市出身。山梨県立日川高等学校を経て山梨大学工学部精密工学科卒。同じく山梨県出身の田邊圀男の国会秘書を経験したのちに1987年、山梨市より山梨県議会に初当選した。その後4期県議会議員（自由民主党所属）を務めた。この間、1997年10月28日から1998年12月4日まで県議会議長を務めた。

### 2002年（旧）山梨市長選挙
2002年4月12日、山梨市長選挙への立候補を正式に表明した。6月4日、県議を辞職し、自民党も離党した。7月20日、元県議同士の一騎討ちを制して、初当選を果たした。
※当日有権者数：25,359人 最終投票率：77.70%（前回比：+23.99pts）
| 候補者名 | 年齢 | 所属党派 | 新旧別 | 得票数   | 得票率 | 推薦・支持 |
| -------- | ---- | -------- | ------ | -------- | ------ | ---------- |
| 中村照人 | 52   | 無所属   | 新     | 11,199票 | 57.3%  | -          |
| 竹越久高 | 56   | 無所属   | 新     | 8,348票  | 42.7%  | -          |

2005年3月22日、山梨市は牧丘町、三富村と対等合併し、新「山梨市」となった。5月の市長選挙に無投票で当選し初代市長となった。2009年4月12日、無投票で再選を果たした。

### 死去
2009年12月28日の朝、寝室の布団の中で意識を失っているところを妻に発見され、妻は急いで救急車を呼び甲府市内の山梨県立中央病院に搬送されたが、同日11時40分、死亡が確認された。60歳没。死因は肝臓がんで、本人はがんを患っていたことを周囲の政治家や後援会に伏せていたという。死没日付をもって正五位に叙され、旭日小綬章を追贈された。